# Carlos Osorio
Pour les articles homonymes, voir Osorio (homonymie).
Carlos Osorio, de son nom complet Carlos Alberto Osorio Zambrano est un général et homme politique vénézuélien né le 10 octobre 1964. Il a été ministre vénézuélien du Bureau de la présidence et du Suivi de la gestion du gouvernement en 2017, poste qu'il avait déjà occupé en 2013 et 2014 et ministre de l'Alimentation à deux reprises entre 2010 et 2013 et en 2015.

## Carrière politique
Le 3 avril 2014, il est nommé ministre vénézuélien du Bureau de la présidence et du Suivi de la gestion du gouvernement, poste qu'il conserve jusqu'en 2015 quand il est nommé ministère de l'Alimentation le 24 mars. Il réoccupe le poste de ministre vénézuélien du Bureau de la présidence et du Suivi de la gestion du gouvernement depuis le 21 juin 2017.

## Controverses
Lorsqu'il détenait le portefeuille du ministère de l'Alimentation en 2015, il est accusé pour sa mauvaise gestion dans la distribution alimentaire, notamment pour avoir acheté des denrées au Brésil, sans passer par les procédures légales d'appel d'offres, motif pour lequel il est convoqué à l'Assemblée nationale du Venezuela en avril 2016 dans le cadre d'une enquête pour présomption de corruption lors de la distribution et de l'importation alimentaires.